# 420356 Praamzius
420356 Praamzius este o planetă minoră (Obiect transneptunian) din 3:5-resonant trans-Neptunian object⁠(d). A fost descoperită pe 23 ianuarie 2012 la Mount Graham International Observatory⁠(d) de Kazimieras Černis⁠(d) și a fost numită după list of Lithuanian mythological figures⁠(d). 
Obiectul prezintă o orbită caracterizată de o semiaxă mare de 42,763693519195 de UAi, o excentricitate de 0,0017, o înclinație de 1,09 ° în raport cu ecliptica.